# Saint-Rémy (Dordogne)
Saint-Rémy – miejscowość i gmina we Francji, w regionie Nowa Akwitania, w departamencie Dordogne.
Według danych na rok 1990 gminę zamieszkiwało 358 osób, a gęstość zaludnienia wynosiła 16 osób/km² (wśród 2290 gmin Akwitanii Saint-Rémy plasuje się na 830. miejscu pod względem liczby ludności, natomiast pod względem powierzchni na miejscu 449.).